# Gran Premio di superbike di Misano Adriatico 1999
Il Gran Premio di Superbike di Misano Adriatico 1999 è stato la settima prova su tredici del campionato mondiale Superbike 1999, disputato il 27 giugno sul circuito Santamonica, ha visto la vittoria di Carl Fogarty in gara 1, lo stesso pilota si è ripetuto anche in gara 2. La vittoria nella gara valevole per il campionato mondiale Supersport è stata invece ottenuta da Rubén Xaus.
La gara del campionato Europeo della classe Superstock viene vinta da Ivan Sala, sebbene il pilota italiano sia tra i piloti di età superiore ai 24 anni (a cui per regolamento non venivano assegnati punti), cosa che fece assegnare i 25 punti (solitamente destinati al primo classificato) a Karl Harris (che concluse però secondo in gara).

## Risultati

### Gara 1

#### Arrivati al traguardo[4]
| Pos. | Nº  | Pilota               | Squadra              | Motocicletta | Giri | Tempo     | Griglia | Punti |
| ---- | --- | -------------------- | -------------------- | ------------ | ---- | --------- | ------- | ----- |
| 1º   | 1   | Carl Fogarty         | Ducati Performance   | Ducati       | 25   | 39:57.687 | 1º      | 25    |
| 2º   | 11  | Troy Corser          | Ducati Performance   | Ducati       | 25   | +0:00.126 | 2º      | 20    |
| 3º   | 4   | Akira Yanagawa       | Kawasaki Racing      | Kawasaki     | 25   | +0:10.935 | 3º      | 16    |
| 4º   | 7   | Pierfrancesco Chili  | Suzuki Alstare F.S.  | Suzuki       | 25   | +0:16.366 | 10º     | 13    |
| 5º   | 111 | Aaron Slight         | Castrol Honda        | Honda        | 25   | +0:20.205 | 5º      | 11    |
| 6º   | 5   | Colin Edwards        | Castrol Honda        | Honda        | 25   | +0:21.549 | 6º      | 10    |
| 7º   | 6   | Gregorio Lavilla     | Kawasaki Racing      | Kawasaki     | 25   | +0:21.721 | 11º     | 9     |
| 8º   | 41  | Noriyuki Haga        | Yamaha WSBK          | Yamaha       | 25   | +0:30.606 | 4º      | 8     |
| 9º   | 22  | Vittoriano Guareschi | Yamaha WSBK          | Yamaha       | 25   | +0:43.326 | 9º      | 7     |
| 10º  | 9   | Peter Goddard        | Aprilia Rac.De Cecco | Aprilia      | 25   | +0:43.536 | 12º     | 6     |
| 11º  | 19  | Lucio Pedercini      | Pedercini            | Ducati       | 25   | +1:02.348 | 13º     | 5     |
| 12º  | 38  | Lance Isaacs         | Ducati NCR           | Ducati       | 25   | +1:03.749 | 17º     | 4     |
| 13º  | 55  | Mauro Lucchiari      | Gattolone Racing     | Yamaha       | 25   | +1:06.635 | 16º     | 3     |
| 14º  | 21  | Katsuaki Fujiwara    | Suzuki Alstare F.S.  | Suzuki       | 25   | +1:08.789 | 8º      | 2     |
| 15º  | 15  | Igor Jerman          | Kawasaki Bertocchi   | Kawasaki     | 25   | +1'09.855 | 15º     | 1     |
| 16º  | 26  | Jean Pierre Jeandat  | White Endurance      | Honda        | 24   | +1 giro   | 20º     |       |
| 17º  | 40  | Giuliano Sartoni     | Ducati NCR           | Ducati       | 24   | +1 giro   | 21º     |       |
| 18º  | 60  | Hrvoje Tuđen         | H.Tuden              | Ducati       | 23   | +2 giri   | 24º     |       |
| 19º  | 54  | Marco Gerbaudo       | Techna Racing        | Ducati       | 23   | +2 giri   | 23º     |       |

#### Ritirati
| Nº | Pilota               | Squadra              | Motocicletta | Giri | Griglia |
| -- | -------------------- | -------------------- | ------------ | ---- | ------- |
| 39 | Alessandro Gramigni  | Valli Moto           | Yamaha       | 16   | 18º     |
| 18 | Carlos Macias        | Capill France Racing | Ducati       | 13   | 25º     |
| 61 | Stavros Stavroulakis | Hellinmoto Shell Adv | Ducati       | 6    | 26º     |
| 57 | Redamo Assirelli     | Pirelli              | Yamaha       | 4    | 19º     |
| 33 | Robert Ulm           | Kawa Bertocchi Gerin | Kawasaki     | 1    | 7º      |
| 56 | Paolo Blora          | R & D Racing         | Ducati       | 1    | 14º     |
| 58 | Giorgio Cantalupo    | Garella Racing       | Ducati       | 0    | 22º     |

### Gara 2

Carl Fogarty vittorioso sul traguardo di gara 2 sopra la sua Ducati 996

#### Arrivati al traguardo[5]
| Pos. | Nº  | Pilota               | Squadra              | Motocicletta | Giri | Tempo     | Griglia | Punti |
| ---- | --- | -------------------- | -------------------- | ------------ | ---- | --------- | ------- | ----- |
| 1º   | 1   | Carl Fogarty         | Ducati Performance   | Ducati       | 25   | 39:52.554 | 1º      | 25    |
| 2º   | 11  | Troy Corser          | Ducati Performance   | Ducati       | 25   | +0:06.496 | 2º      | 20    |
| 3º   | 4   | Akira Yanagawa       | Kawasaki Racing      | Kawasaki     | 25   | +0:10.664 | 3º      | 16    |
| 4º   | 111 | Aaron Slight         | Castrol Honda        | Honda        | 25   | +0:17.337 | 5º      | 13    |
| 5º   | 6   | Gregorio Lavilla     | Kawasaki Racing      | Kawasaki     | 25   | +0:18.557 | 11º     | 11    |
| 6º   | 7   | Pierfrancesco Chili  | Suzuki Alstare F.S.  | Suzuki       | 25   | +0:22.503 | 10º     | 10    |
| 7º   | 5   | Colin Edwards        | Castrol Honda        | Honda        | 25   | +0:27.111 | 6º      | 9     |
| 8º   | 22  | Vittoriano Guareschi | Yamaha WSBK          | Yamaha       | 25   | +0:32.415 | 9º      | 8     |
| 9º   | 21  | Katsuaki Fujiwara    | Suzuki Alstare F.S.  | Suzuki       | 25   | +0:55.033 | 8º      | 7     |
| 10º  | 33  | Robert Ulm           | Kawa Bertocchi Gerin | Kawasaki     | 25   | +0:55.671 | 7º      | 6     |
| 11º  | 55  | Mauro Lucchiari      | Gattolone Racing     | Yamaha       | 25   | +0:57.682 | 16º     | 5     |
| 12º  | 15  | Igor Jerman          | Kawasaki Bertocchi   | Kawasaki     | 25   | +0:59.537 | 15º     | 4     |
| 13º  | 39  | Alessandro Gramigni  | Valli Moto           | Yamaha       | 25   | +1:05.165 | 18º     | 3     |
| 14º  | 19  | Lucio Pedercini      | Pedercini            | Ducati       | 25   | +1:06.483 | 13º     | 2     |
| 15º  | 38  | Lance Isaacs         | Ducati NCR           | Ducati       | 25   | +1'06.663 | 17º     | 1     |
| 16º  | 26  | Jean Pierre Jeandat  | White Endurance      | Honda        | 24   | +1 giro   | 20º     |       |
| 17º  | 40  | Giuliano Sartoni     | Ducati NCR           | Ducati       | 24   | +1 giro   | 21º     |       |
| 18º  | 60  | Hrvoje Tuđen         | H.Tuden              | Ducati       | 24   | +1 giro   | 24º     |       |
| 19º  | 54  | Marco Gerbaudo       | Techna Racing        | Ducati       | 23   | +2 giri   | 23º     |       |

#### Ritirati
| Nº | Pilota               | Squadra              | Motocicletta | Giri | Griglia |
| -- | -------------------- | -------------------- | ------------ | ---- | ------- |
| 58 | Giorgio Cantalupo    | Garella Racing       | Ducati       | 19   | 22º     |
| 61 | Stavros Stavroulakis | Hellinmoto Shell Adv | Ducati       | 18   | 26º     |
| 18 | Carlos Macias        | Capill France Racing | Ducati       | 18   | 25º     |
| 57 | Redamo Assirelli     | Pirelli              | Yamaha       | 17   | 19º     |
| 41 | Noriyuki Haga        | Yamaha WSBK          | Yamaha       | 11   | 4º      |
| 9  | Peter Goddard        | Aprilia Rac.De Cecco | Aprilia      | 7    | 12º     |

### Supersport

#### Arrivati al traguardo
| Pos. | Nº | Pilota               | Squadra              | Motocicletta | Giri | Tempo     | Punti |
| ---- | -- | -------------------- | -------------------- | ------------ | ---- | --------- | ----- |
| 1º   | 23 | Rubén Xaus           | Dee Cee Jeans Yamaha | Yamaha       | 17   | 28'14.050 | 25    |
| 2º   | 4  | Paolo Casoli         | Ducati Performance   | Ducati       | 17   | +1.569    | 20    |
| 3º   | 5  | Massimo Meregalli    | Yamaha Belgarda      | Yamaha       | 17   | +2.220    | 16    |
| 4º   | 1  | Fabrizio Pirovano    | Suzuki Alstare F.S.  | Suzuki       | 17   | +2.274    | 13    |
| 5º   | 3  | Stéphane Chambon     | Suzuki Alstare F.S.  | Suzuki       | 17   | +2.765    | 11    |
| 6º   | 21 | Jörg Teuchert        | Yamaha Deutschland   | Yamaha       | 17   | +11.468   | 10    |
| 7º   | 7  | Piergiorgio Bontempi | Yamaha Belgarda      | Yamaha       | 17   | +11.744   | 9     |
| 8º   | 31 | Vittorio Iannuzzo    | Lorenzini by Leoni   | Yamaha       | 17   | +12.059   | 8     |
| 9º   | 18 | Camillo Mariottini   | Kawasaki Team Italia | Kawasaki     | 17   | +12.495   | 7     |
| 10º  | 8  | Wilco Zeelenberg     | Dee Cee Jeans Yamaha | Yamaha       | 17   | +13.006   | 6     |
| 11º  | 22 | Christian Kellner    | Yamaha Deutschland   | Yamaha       | 17   | +17.295   | 5     |
| 12º  | 25 | William Costes       | Elf Honda France     | Honda        | 17   | +18.346   | 4     |
| 13º  | 52 | James Toseland       | Castrol Honda        | Honda        | 17   | +18.786   | 3     |
| 14º  | 6  | Cristiano Migliorati | Endoug Metalsistem   | Suzuki       | 17   | +20.697   | 2     |
| 15º  | 19 | Walter Tortoroglio   | Gi Motor Sport       | Suzuki       | 17   | +20.838   | 1     |
| 16º  | 30 | Giuseppe Fiorillo    | Monza Corse          | Suzuki       | 17   | +20.989   |       |
| 17º  | 32 | David de Gea         | Ten Kate Arbizu      | Honda        | 17   | +21.485   |       |
| 18º  | 24 | Francesco Monaco     | X Racing             | Ducati       | 17   | +22.197   |       |
| 19º  | 67 | Andrea Mazzali       | Start Team           | Yamaha       | 17   | +25.778   |       |
| 20º  | 65 | Igor Antonelli       | BNT Racing           | Yamaha       | 17   | +26.130   |       |
| 21º  | 20 | Werner Daemen        | Yamaha Belgium       | Yamaha       | 17   | +26.581   |       |
| 22º  | 68 | Angelo Conti         | Speedy Bike Racing   | Honda        | 17   | +28.987   |       |
| 23º  | 66 | Luca Pasini          | GIBI Team            | Ducati       | 17   | +31.566   |       |
| 24º  | 55 | Michele Malatesta    | Red Devils Romanelli | Ducati       | 17   | +35.916   |       |
| 25º  | 42 | David Checa          | Yes Ducati NCR       | Ducati       | 17   | +38.176   |       |
| 26º  | 29 | Davide Bulega        | Yes Ducati NCR       | Ducati       | 17   | +38.691   |       |
| 27º  | 46 | Mauro Sanchini       | Sacchi Corse         | Suzuki       | 17   | +41.669   |       |

#### Ritirati
| Nº | Pilota                | Squadra            | Motocicletta | Giri |
| -- | --------------------- | ------------------ | ------------ | ---- |
| 27 | Roberto Panichi       | Bimota Exp. D.N.R. | Bimota       | 11   |
| 43 | Norino Brignola       | Bimota Exp. D.N.R. | Bimota       | 4    |
| 16 | Sébastien Charpentier | Elf Honda France   | Honda        | 4    |
| 69 | Serafino Foti         | Ghelfi             | Ducati       | 3    |
| 26 | Roberto Teneggi       | DF Racing Carli D. | Ducati       | 2    |
| 12 | Iain MacPherson       | Kawasaki Racing    | Kawasaki     | 0    |
| 17 | Pere Riba             | Castrol Honda      | Honda        | 0    |
| 34 | Yves Briguet          | Endoug Metalsistem | Suzuki       | 0    |
| 35 | Christophe Cogan      | BKM Racing         | Yamaha       | 0    |

### Superstock
Fonte:  MISANO - June 25-26-27, 1999 SUPERSTOCK EUROPEAN CHAMPIONSHIP 1999, su sbk.perugiatiming.com (archiviato dall'url originale il 10 aprile 2014).
Vista la presenza di piloti di età superiore ai 24 anni (a cui per regolamento non venivano assegnati punti), l'assegnazione dei punti risulta sfalsata rispetto alle posizioni ottenute in gara. Inoltre Karl Harris, Daniel Oliver Bultó e Fabrizio Pellizzon ottennero rispettivamente 5, 3 e 1 punti suppletivi, in quanto primo, secondo e terzo nelle prove di qualificazione, escludendo sempre i piloti di età superiore i 24 anni (che non erano eleggibili per i punti neanche per le qualifiche).

#### Arrivati al traguardo
| Pos. | Nº | Pilota                    | Squadra              | Motocicletta     | Giri | Tempo     | Punti gara | Punti qualifica |
| ---- | -- | ------------------------- | -------------------- | ---------------- | ---- | --------- | ---------- | --------------- |
| 1º   | 17 | Ivan Sala                 | Anyway Racing        | Yamaha YZF R1    | 12   | 20'26.218 |            |                 |
| 2º   | 16 | Karl Harris               | GR Motosport         | Suzuki GSX 750 R | 12   | +9.183    | 25         | 5               |
| 3º   | 25 | Daniel Oliver Bultó       | Aprilia Desmo Racing | Aprilia RSV 1000 | 12   | +13.104   | 20         | 3               |
| 4º   | 9  | Massimo Temporali         | Rumi                 | Honda CBR 900 RR | 12   | +14.939   | 16         |                 |
| 5º   | 27 | Fabrizio Pellizzon        | Aprilia Desmo Racing | Aprilia RSV 1000 | 12   | +20.415   | 13         | 1               |
| 6º   | 11 | Dario Tosolini            | Ettore Tosolini      | Yamaha YZF R1    | 12   | +22.109   | 11         |                 |
| 7º   | 5  | Frédéric Jond             | Fratelli             | Suzuki GSX 750 R | 12   | +22.469   | 10         |                 |
| 8º   | 63 | Israel Sánchez            | Lozano Racing        | Yamaha R6        | 12   | +30.170   | 9          |                 |
| 9º   | 71 | Marc Fissette             | ATPI Corse           | Suzuki GSX 750 R | 12   | +30.893   | 8          |                 |
| 10º  | 3  | Paul Notman               | Speedline Nrg        | Yamaha YZF R1    | 12   | +32.792   | 7          |                 |
| 11º  | 7  | Raffaello Fabbroni        | Rumi                 | Honda CBR 900 RR | 12   | +33.342   | 6          |                 |
| 12º  | 24 | Luigi Aljinovic           | GI Motorsport        | Suzuki GSX 750 R | 12   | +34.796   |            |                 |
| 13º  | 12 | Dominique Duchene         | Green Kawasaki       | Kawasaki ZX 9R   | 12   | +37.242   | 5          |                 |
| 14º  | 32 | Kris Jennes               | Motoline             | Yamaha YZF R1    | 12   | +45.639   |            |                 |
| 15º  | 31 | Riccardo Leonetti         | MC Porta Nuova       | Suzuki GSX 750 R | 12   | +46.495   |            |                 |
| 16º  | 10 | Matteo Rigamonti          | MGR Special          | Yamaha YZF R1    | 12   | +50.625   |            |                 |
| 17º  | 19 | Simone Suzzi              | Terzo Bandini        | Aprilia RSV 1000 | 12   | +54.117   | 4          |                 |
| 18º  | 8  | James Ellison             | Castrol Honda        | Honda CBR 600 F  | 12   | +56.276   | 3          |                 |
| 19º  | 20 | Barry Veneman             | Ten Kate             | Honda CBR 600 F  | 12   | +1'10.036 | 2          |                 |
| 20º  | 6  | Stéphane Jond             | Fratelli             | Suzuki GSX 600 R | 12   | +1'10.656 | 1          |                 |
| 21º  | 18 | Mauro Reveglia            | Anyway Racing        | Yamaha YZF R1    | 12   | +1'13.545 |            |                 |
| 22º  | 4  | Niklas Carlberg           | Lap Power Racing     | Suzuki GSX 750 R | 12   | +1'54.164 |            |                 |
| 23º  | 81 | Massimiliano De Silvestro | MC Porto Vino        | Aprilia RSV 1000 | 11   | +1 giro   |            |                 |

#### Ritirati
| Nº | Pilota            | Squadra          | Motocicletta   | Giri |
| -- | ----------------- | ---------------- | -------------- | ---- |
| 35 | Matteo Colombo    | MC Biassono      | Yamaha YZF R1  | 7    |
| 29 | Vittorio Scatola  | Motor Power      | Yamaha YZF R1  | 6    |
| 14 | Filippo Chiarelli | Promo Racing     | Yamaha YZF R1  | 6    |
| 30 | Lorenzo Mauri     | Green            | Kawasaki ZX 9R | 2    |
| 33 | Tom van Wezemael  | Kawasaki Belgium | Kawasaki ZX 9R | 1    |